# Wanshou
Wanshou (kinesiska: 万寿) är en köping i östra Kina. Den ligger i Tianchang i staden Chuzhou i provinsen Anhui, omkring 190 kilometer nordost om provinshuvudstaden Hefei. Antalet invånare är 11 950. Befolkningen består av 6 070 kvinnor och 5 880 män. Barn under 15 år utgör 16,0 %, vuxna 15-64 år 68 %, och äldre över 65 år 14,0 %.